# Аслан Ахмадов
Аслан Гюлоглан огли Ахмадов (азерб. Aslan Əhmədov; 12 лютого 1973, Баку) — російський продюсер, фотограф і художник азербайджанського походження. З 2011 року член Спілки фотографів Росії. Колишній чоловік української співачки Ірини Білик.

## Життєпис
Аслан Ахмадов народився 12 лютого 1973 року в Баку. Закінчив режисерський факультет Азербайджанської академії мистецтв. 1991 переїхав до Москви. Фотографував зірок шоу-бізнесу, кіно та спорту. Співпрацював з глянцевими журналами: HARPERS BAZAAR, ELLE, MAXIM, FHM, OM, DOLCE VITA, NRG, BEAUTY.

## Особисте життя
Ахмадов був одруженим з українською співачкою Іриною Білик, у подружжя є син Табриз (нар. 2015 в результаті сурогатного материнства).
У кінці квітня 2021 року співачка Ірина Білик заявила, що розлучається з Асланом.